# Anna Feldhammer
Anna Hennie Vicie Feldhammer, durch Heirat mit dem Fabrikanten und Gutsbesitzer Leopold Viktor Hoesch (1867–1945) ab 13. Jänner 1909 Anna Hoesch, auch Anna Feldhamer (* 24. Dezember 1877 oder 1878 in Wama/Vama in der Bukowina; † 9. November 1942 in Bischofsheim) war eine österreichische Theaterschauspielerin.

## Leben
Sie wurde von der k.k. Hofschauspielerin Olga Lewinsky (1853–1935) für die Bühnenlaufbahn ausgebildet. Mit Beginn der Saison 1899 trat sie am Wiener Raimundtheater auf. Noch im Dezember selben Jahres wurde sie von Alfred von Berger (1853–1912) für das zu eröffnende Neue Stadttheater in Hamburg engagiert, kam jedoch nicht dazu, daselbst die Bühne zu betreten, und wurde nach Ablauf der Saison für das Stadttheater in Brünn verpflichtet. Nach einjährigem Wirken gastierte sie am Dresdner Hoftheater und gefiel auch. Die Engagements-Verhandlungen zerschlugen sich jedoch, weil sie sich weigerte die Rollen der älteren Heroinen zu spielen. Bei einem Aufenthalt in München sprach sie vor Ernst von Possart Probe, der auf ihrem sofortigen Eintritt ins Münchner Hoftheater befand und bereits 1902 trat die junge Künstlerin in den Verband dieses Kunstinstitutes.
Mindestens seit 1906 und mindestens bis 1909 spielte sie am Schiller-Theater Berlin-Charlottenburg. Von 1911 bis 1915 spielte sie unter Max Reinhardt u. a. in König Lear am Deutschen Theater. Dort kritisierte sie der bedeutende Theaterkenner Herbert Ihering als „älteste Schule“. Ab 1916 trat sie unter Victor Barnowsky (1913–1924) am Lessingtheater (Berlin) auf.
Ihr Bruder war der Schauspieler Jacob Feldhammer.
Anna Hoesch-Feldhammer beging 1942 Selbstmord.